# Д'Андра Мосс
Д'Андра Івет Мосс (англ. D'Andra Yvette Moss; нар.21 лютого 1988 року) — американська та українська баскетболістка, комбогард Мерсін ББ, розігруюча захисниця жіночої збірної України з баскетболу, учасниця жіночого чемпіонату Європи з баскетболу 2017.

## Життєппис
Д'Андра Мосс народилася 21 лютого 1988 року. Виступає в турецькій жіночій лізі за Боташ. Має досвід виступів у студентській лізі США, Фінляндії, Іспанії, Італії. Визнавалася гравцем року в лігах Фінляндії та Іспанії, захисником року в Італії.